# Auckland Art Gallery Toi o Tāmaki

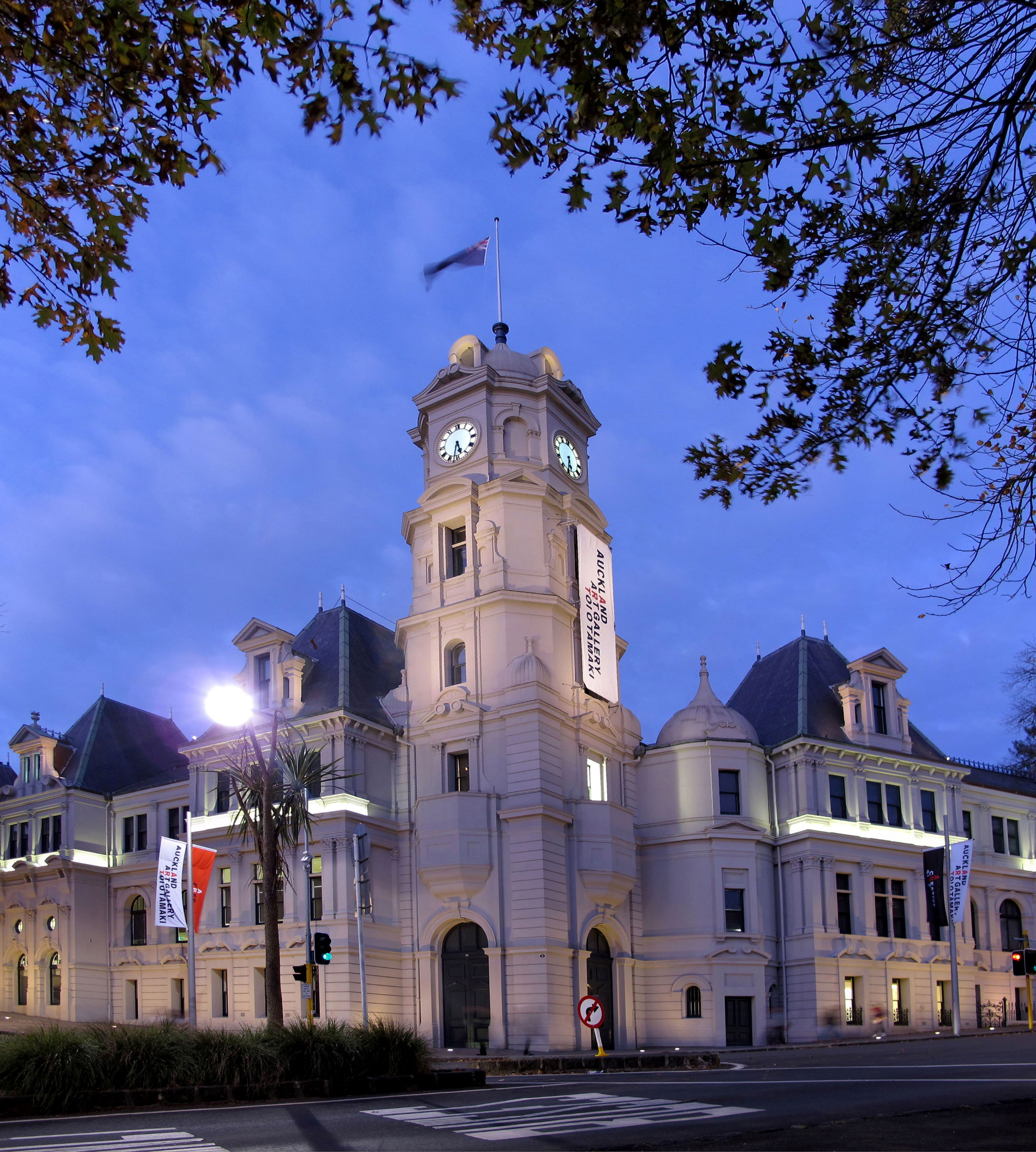
Auckland Art Gallery (2013)

De Auckland Art Gallery Toi o Tāmaki is een kunstmuseum in Auckland, Nieuw-Zeeland. Het museum beschikt over circa 17.000 kunstvoorwerpen.
Het museum werd op 17 februari 1888 geopend en deelde het gebouw toen nog met de Auckland Free Public Library. Een belangrijke bijdrage aan de kunstcollectie werd destijds geleverd door de in 1885 overleden Nieuw-Zeelandse filantroop James Tannock Mackelvie. Het museum heeft sindsdien meerdere giften ontvangen, waaronder 15 kunstwerken uit de collectie van de Amerikaanse zakenman Julian Robertson in 2009.
In 1971 verhuisde de Auckland Free Public Library naar een ander pand in de stad.
In 2008 werd besloten tot een uitbreiding van het museum, waarbij tevens de bestaande gebouwen - deels nog uit 1887 en 1916 - werden gerenoveerd. Het bouwproject werd in 2011 afgerond.
In de beginjaren bestond de museumcollectie voornamelijk uit Europese kunstwerken, maar in de loop der tijd breidde de collectie zich uit met kunst uit Nieuw-Zeeland en eilanden in de Stille Oceaan. Het betreft zowel historische kunstwerken als moderne en hedendaagse kunst.